# 珠光控股
珠光控股集團有限公司，簡稱珠光控股集團及珠光控股（英語：Zhukuan Holdings Group Company Limited，港交所：1176），在1992年，由當時董事長黃華，於廣州（總部）成立前身「南方國際集團有限公司」。
業務在中國內地經營商用和住用物業資產。公司董事長為朱慶淞。
股份在1996年12月9日於港交所主板上市。
2019年7月2日，珠光控股公布就有關收購通興投資有限公司100%股本權益的買賣協議失效，因待若干先決條件於最後截止日期（即今年6月底）或之前未獲達成。通興投資持有廣州市天河區黃埔大道東之一幅土地，發展為集購物中心、辦公室物業及高端住宅樓宇為一體之商業綜合大樓。

## 連結
- zhuguang.com.hk （页面存档备份，存于）